# Saison 9 de La Vie de famille
Chronologie
Saison 8
Cet article présente la neuvième saison de la sitcom américaine La Vie de famille (Family Matters).

## Distribution

### Acteurs principaux
- Reginald VelJohnson (VF : Marc Cassot) : Carl Otis Winslow
- Jo Marie Payton-Noble (épisodes 1 à 11) puis Judyann Elder (dès l'épisode 14) (VF : Claude Chantal) : Harriette Winslow
- Darius McCrary (VF : Adrien Antoine) : Edward « Eddie » James Arthur Winslow
- Kellie Shanygne Williams (VF : Sarah Marot) : Laura Lee Winslow
- Jaleel White (VF : Gilles Laurent) : Steven Quincy « Steve » Urkel/Myrtle Urkel
- Michelle Thomas : Myra Monkhouse
- Orlando Brown : Jerry Jamal « 3J » Jameson
- Judyann Elder : Harriette Winslow

### Acteurs récurrents
- Rosetta LeNoire (VF : Jane Val) : Estelle « Mamie » Winslow
- Bryton McClure : Richard « Richie » Crawford

### Invités
- Telma Hopkins : Rachel Crawford

## Liste des épisodes

### Épisode 1:Steve aux enchères
- États-Unis : 19 septembre 1997 sur ABC

### Épisode 2:La Chasse aux canards
- États-Unis : 26 septembre 1997 sur ABC

### Épisode 3:La Plus Belle pour aller danser
- États-Unis : 3 octobre 1997 sur ABC

### Épisode 4:Laura s'émancipe
- États-Unis : 10 octobre 1997 sur ABC

### Épisode 5:L'Anniversaire d'Eddie
- États-Unis : 27 octobre 1997 sur ABC

### Épisode 6:Dis-moi ce que tu penses
- États-Unis : 24 octobre 1997 sur ABC

### Épisode 7:Les Pantins Diaboliques
- États-Unis : 31 octobre 1997 sur ABC

### Épisode 8:Permutation
- États-Unis : 7 novembre 1997 sur ABC

### Épisode 9:Le Millionnaire
- États-Unis : 14 novembre 1997 sur ABC

### Épisode 10:Bonjour cousin
- États-Unis : 5 décembre 1997 sur ABC

### Épisode 11:Paquet-cadeau
- États-Unis : 19 décembre 1997 sur ABC

### Épisode 12:Un cuisinier quatre étoiles
- États-Unis : 9 janvier 1998 sur ABC

### Épisode 13:C'est dur de rompre
- États-Unis : 16 janvier 1998 sur ABC

### Épisode 14:Dingue de toi [1/2]
- États-Unis : 23 janvier 1998 sur ABC

### Épisode 15:Plus dingue de toi [2/2]
- États-Unis : 30 janvier 1998 sur ABC

### Épisode 16:Chercher la femme
- États-Unis : 5 juin 1998 sur ABC

### Épisode 17:Vive la polka
- États-Unis : 12 juin 1998 sur ABC

### Épisode 18:Voyage en train
- États-Unis : 19 juin 1998 sur ABC

### Épisode 19:Le Pot de colle
- États-Unis : 26 juin 1998 sur ABC

### Épisode 20:L'Heure du choix
- États-Unis : 3 juillet 1998 sur ABC

### Épisode 21:Perdu dans l'espace [1/2]
- États-Unis : 10 juillet 1998 sur ABC

### Épisode 22:Perdu dans l'espace [2/2]
- États-Unis : 17 juillet 1998 sur ABC

## Anecdotes
- Michelle Thomas est absente pendant douze épisodes.
- Orlando Brown est absent pendant neuf épisodes.
- Darius McCrary est absent pendant les épisodes 6,15 et 20.
- L'épisode 11 marque la dernière apparition en tant que guest-stars de Telma Hopkins, Bryton McClure et Rosetta LeNoire dont les personnages sont ensuite supprimés du show. Cet épisode marque également la dernière apparition de Jo Marie Payton-Noble (absente de six épisodes de cette saison) avant qu'elle ne soit remplacée par Judyann Elder (absente d'un épisode de cette saison après avoir endossé le rôle d'Harriette Winslow).